# Overcast (groupe)
Pour les articles homonymes, voir Overcast.
Overcast est un groupe de metalcore américain, originaire de Boston, dans le Massachusetts. Le groupe débute dans les années 1990 puis se sépare en 1998 ; en 2006, ils se réunissent au New England Metal and Hardcore Festival, et annoncent la parution d'un nouvel album Reborn to Kill Again pour 2008 au label Metal Blade Records. En 2011, l'ancien line-up du groupe composé de Mike D'Antonio, Pete Cortese et Brian Fair annoncent la formation d'un nouveau projet parallèle : Death Ray Vision.

## Biographie
Overcast est formé en 1991 à Boston, dans le Massachusetts, par le bassiste Mike D'Antonio, les guitaristes Pete Cortese et Scott McCooe, le chanteur Brian Fair, et le batteur Jay Fitzgerald. Le groupe fait paraître son premier vinyle Bleed into One, en 1992 sur Exchange Records, suivi d'un album Expectational Dilution en 1994. Ils font ensuite paraître leur second album Fight Ambition to Kill en 1997. En 1998, après une tournée qui ne se passe pas comme prévu, le groupe se sépare et les membres partent chacun de leur côté dans des groupes différents : Shadows Fall pour Fair, Killswitch Engage pour D'Antonio, Seemless (en) pour Cortese, Transient pour McCooe, et Tunnel Drill pour Fitzgerald. 
En 2006, ils se réunissent de nouveau pour jouer au New England Metal and Hardcore Festival. En juillet 2008, le label Metal Blade Records annonce sa signature avec le groupe, ainsi que la parution d'un album à venir courant 2008. Ils font ensuite paraître leur troisième album intitulé Reborn to Kill Again le 19 août 2008, une collection de morceaux réenregistrés et préférés des fans, ainsi que de nouveaux morceaux,,. L'album atteint la 5e place des Billboard Chart Heattseekers (Northeast) et est généralement moyennement accueilli par la presse spécialisée.
Début janvier 2014, le groupe annoncé pour de nombreux shows en compagnie du groupe Swarm of Eyes.

## Discographie
- Expectational Dilution (1994)
- Fight Ambition to Kill (1997)
- Reborn to Kill Again (2008)

## Formation
- Brian Fair - chant
- Mike D'Antonio - basse
- Pete Cortese - guitare
- Scott McCooe - guitare
- Jay Fitzgerald - batterie